# Amoklauf in Thousand Oaks 2018
Der Amoklauf in Thousand Oaks war eine Massenschießerei am 7. November 2018 im kalifornischen Thousand Oaks bei Los Angeles, bei der 13 Menschen ums Leben kamen.

## Tat
Zu Beginn der Tat, gegen 23:20 Uhr, befanden sich mehr als 200 Gäste im Club Borderline Bar and Grill in Thousand Oaks. Der Täter feuerte etwa 30 Schüsse ab und warf Rauchbomben. FBI-Agenten sowie Polizisten mehrerer Dienststellen wurden am Tatort eingesetzt. Die Tatwaffe war eine halbautomatische Glock-Pistole vom Kaliber .45 ACP, die illegal mit einem verlängerten Magazin ausgestattet war.
Dreizehn Personen, darunter mehrere Studenten, ein Polizist und der Täter kamen ums Leben.

## Kontext
Die Tat war im Jahr 2018 in den USA bereits die 68., die als mass shooting eingestuft wurde und bei der mindestens vier Menschen getötet wurden. Insgesamt gab es 2018 in den USA bereits über 450 Taten, bei denen durch Schusswaffen mindestens zwei Menschen getötet wurden.

## Täter
Beim Täter handelt es sich nach Polizeiangaben um einen 28-jährigen Veteranen des US-Marine Corps. Er diente in Afghanistan und soll an der posttraumatischen Belastungsstörung (PTBS) erkrankt gewesen sein. Ein 2021 veröffentlichter Untersuchungsbericht des Sheriffs von Ventura County kam zu dem Schluss, dass das Motiv in einer tiefen Abneigung des Täters gegenüber Zivilisten und insbesondere Studenten zu suchen sein könnte. Er habe sie für privilegierte Liberale gehalten, die nicht verstünden, was er durchgemacht habe und ihm nicht ausreichend Respekt zeigten.

## Folgen
Auf Wahlen hatte die Tat vom 7. November keinen unmittelbaren Einfluss, da der Wahltermin für die Wahlen in den Vereinigten Staaten 2018 der 6. November war.
Nancy Pelosi, die nach den Wahlen 2018 absehbare Sprecherin des Repräsentantenhauses, erklärte, vor dem Hintergrund der Tat in Thousand Oaks, dem Massenmord in Las Vegas 2017, dem Synagogenattentat in Pittsburgh und dem Schulmassaker von Parkland, dass das Volk echte Maßnahmen zur Waffenkontrolle verdiene. Waffengewalt in Gotteshäusern, Campussen und auf den Straßen ginge nicht an. Die Demokraten kündigten für die folgenden Legislaturperiode schärfere Waffengesetze an. Da im 116. Kongress Republikaner die Mehrheit im Senat hatten und Präsident Trump Unterstützung für den 2. Zusatzartikel versprochen hatte, galten diese Gesetzesvorhaben als nicht erfolgversprechend. Der Gouverneur von Kalifornien Gavin Newsom gab der Waffenkultur in den USA die Schuld, dass man nicht sicher in Schulen, in Nachtklubs, Kirchen und Synagogen sei. Senatorin Dianne Feinstein aus Kalifornien gab der Republikanischen Partei die Schuld, da ein Waffengesetz von 1994 wegen republikanischen Widerstand ausgelaufen sei.
Die frischgewählte republikanische Senatorin Marsha Blackburn erklärte auf die Frage einer Journalistin, was man zur Verhinderung solcher Taten tun könne, dass man fragen sollte wie man den 2. Zusatzartikel und damit das Volk schützen könne. Psychische Probleme sollten auch angegangen werden.
Nachdem er Stätten von kalifornischen Waldfeuern wie Paradise besucht hatte, traf sich Präsident Donald Trump am 17. November 2018 mit Hinterbliebenen der Schießereiopfer auf der Naval Air Station Point Mugu. Er sagte danach, dass es traurig, aber irgendwie auch schön gewesen sei.
Zum Gedenken an die Toten wurde unter dem Namen Healing Garden eine Gedenkstätte eröffnet. Des Weiteren wurde eine Installation in der Civil Arts Plaza mit zwölf Stelen vorgenommen – eine für jedes Opfer.
Präsident Joe Biden erinnerte fünf Jahre nach dem Amoklauf an die Tat und die Nation damit auch an den Bipartisan Safer Communities Act, dem wohl in den letzten Jahren bedeutendsten beschlossenen Gesetz zur Verschärfung des Waffenrechts.